# Лисково (Кесовогорский район)
Лисково (карел. Liskova) — деревня в Кесовогорском районе Тверской области, административный центр Лисковского сельского поселения.

## Географическое положение
Деревня расположена близ автодороги 28К-0096 Бежецк — Кашин в 15 км на запад от райцентра посёлка Кесова Гора.

## История
В XIX веке на месте нынешней деревни существовали деревни Лисково, Криулина и село Болдеево, располагавшееся в восточной части. В селе Болдеево в 1791 году была построена каменная Никольская церковь с 3 престолами. 
В конце XIX — начале XX века деревня Лисково и село Болдеево входили в состав Радуховской волости Бежецкого уезда Тверской губернии.
С 1929 года деревня являлось центром Лисковского сельсовета Кесовогорского района Бежецкого округа Московской области, с 1935 года — в составе Калининской области, с 2005 года — центр Лисковского сельского поселения.
С 1931 года в деревни действовал колхоз (с 1959 года — совхоз) им. XIX партсъезда.

## Население
| 1997 | 2008 | 2010 |
| ---- | ---- | ---- |
| 498  | ↘428 | ↗538 |

## Инфраструктура
В селе имеются Лисковская средняя общеобразовательная школа, детский сад, фельдшерско-акушерский пункт, отделение почтовой связи.